# 文化観光拠点施設を中核とした地域における文化観光の推進に関する法律
文化観光拠点施設を中核とした地域における文化観光の推進に関する法律（ぶんかかんこうきょてんしせつをちゅうかくとしたちいきにおけるぶんかかんこうのすいしんにかんするほうりつ、令和2年4月17日法律第18号）は、文化観光拠点施設への国内外からの観光客の来訪を推進し、豊かな国民生活の実現と国民経済の発展に寄与することに関する日本の法律である。略称は、文化観光推進法。
法令番号は令和2年法律第18号、2020年（令和2年）4月17日に公布された。

## 施行
文化観光拠点施設を中核とした地域における文化観光の推進に関する法律の施行期日を定める政令（令和2年政令第156号）によって、2020年（令和2年）5月1日に施行された。この施行に合わせて、文化財保護法の一部が改正された（細部）。

## 構成
- 第一章 総則（1・2条）
- 第二章 基本方針（3条）
- 第三章 文化観光拠点施設を中核とした地域における文化観光を推進するための措置
  - 第一節 拠点計画の認定等（4 - 7条）
  - 第二節 認定拠点計画に基づく事業に対する特別の措置（8 - 10条）
  - 第三節 地域計画の認定等（11 - 15条）
  - 第四節 認定地域計画に基づく事業に対する特別の措置（16・17条）
  - 第五節 国等の援助等（18 - 21条）
- 第四章 雑則（22・23条）
- 第五章 罰則（24条）

## 概要

### 拠点計画
法第4条第2項各号に掲げる事項を記して主務大臣（本法律においては文部科学大臣及び国土交通大臣）に届出をし、当該拠点計画が認定されれば、道路運送法その他の法律の特例的な適用を受けることができる（法8-10条）。

また、当該拠点計画に進捗があまり見られないときは、主務大臣は、認定を抹消することができる。

### 地域計画
市町村、または都道府県単位の範囲で文化観光の総合的かつ一体的な推進を行うときは、法第12条第2項各号に掲げる事項を記して主務大臣に届出をすることができ、当該地域計画が認定されれば、上記の拠点計画認定時の特例に加え、文化財保護法の特例として、当該地域計画の範囲内において文化財としての価値があると認めるものが存在するときは、それを文化財として登録することを主務大臣に対し提案することができる（法第16、17条）。

また、当該拠点計画に進捗があまり見られないときは、主務大臣は、認定を抹消することができる。

## 認定

### 第1次
2020年8月に同法に基づく観光振興を図る文化施設10件を初認定した。
- 横手市増田まんが美術館を中核とした地域資産活用地域計画
- 群馬県立歴史博物館イノベーション文化観光拠点計画
- 天王洲アートシティ創造推進施設「TERADA ART MUSEUM（仮称）」拠点計画
- 山梨県文化観光推進地域計画
- 徳川美術館の文化観光拠点計画
- 特別史跡一乗谷朝倉氏遺跡を中核とする地域文化観光推進地域計画
- いかす・なら地域計画
- 屋根のないミュージアム・堺 地域計画
- 大原美術館を中核とした倉敷美観地区の文化・観光推進拠点計画
- 阿蘇ジオパークの拠点施設を中核とした文化観光の推進に係る地域計画

### 第2次
2020年11月認定、第2次より対象施設を具体的に明示することになった。

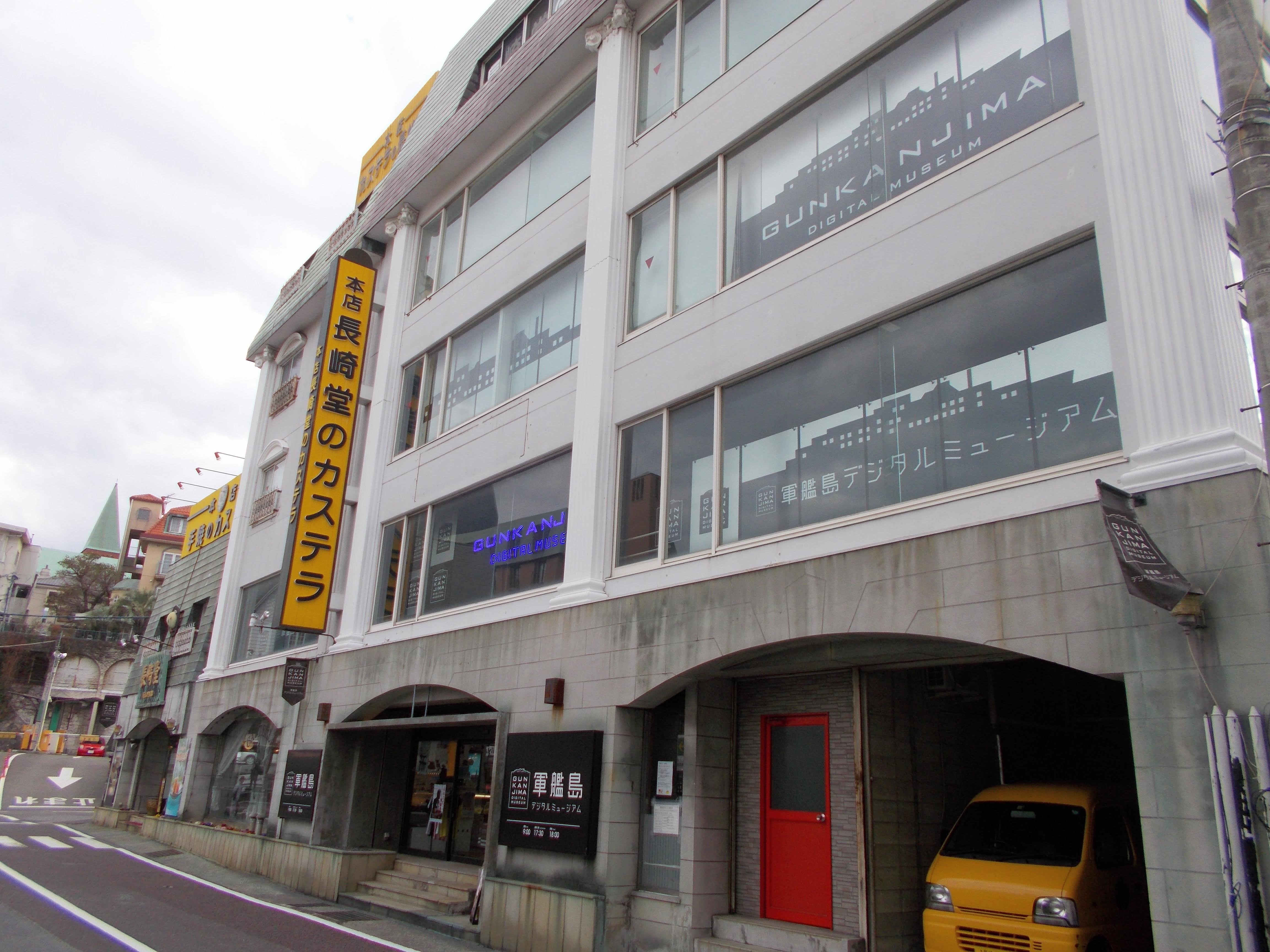
軍艦島デジタルミュージアム
飛鳥宮跡
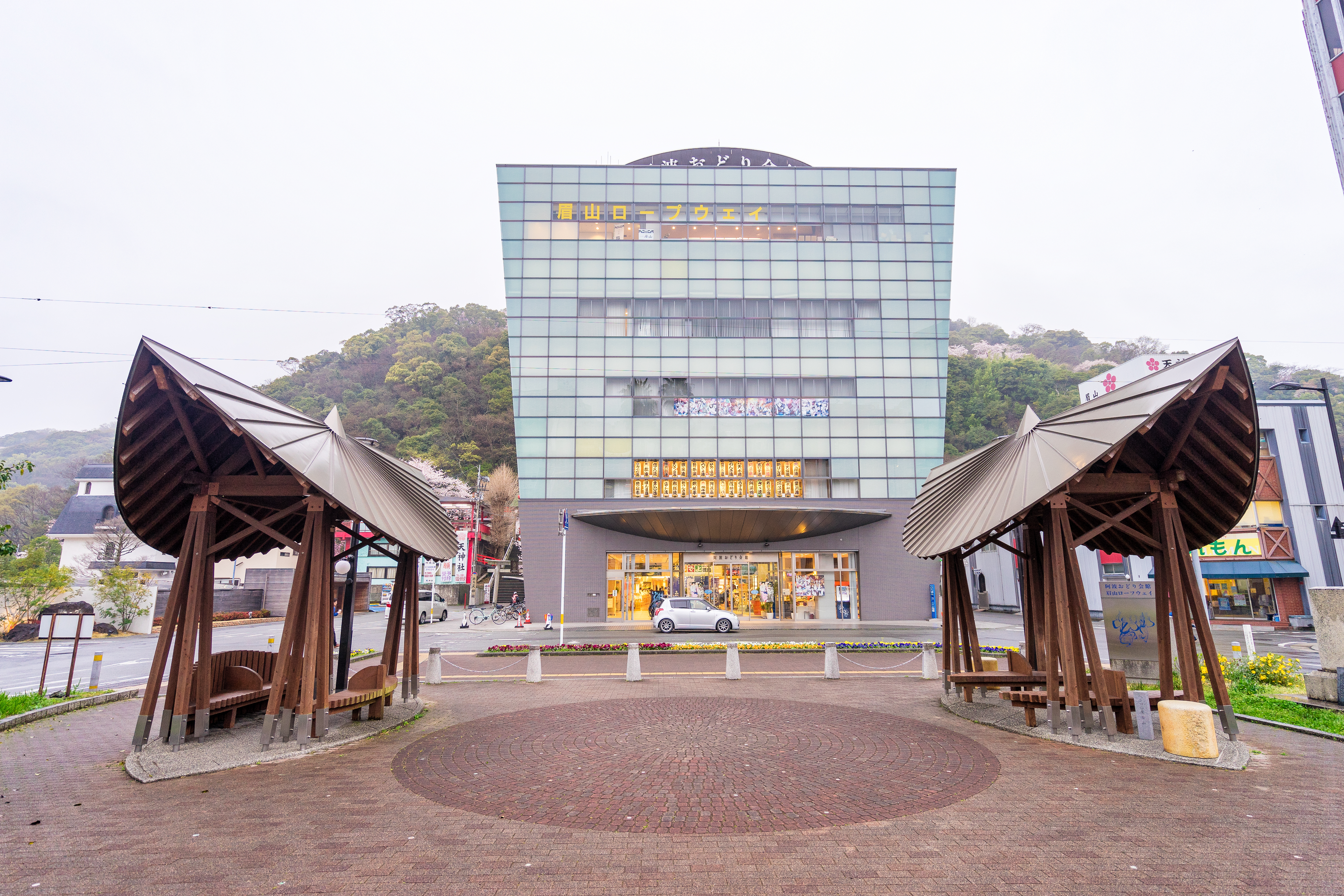
阿波おどり会館

| 拠点計画 - 十和田市現代美術館 - 本間美術館 - 福島県立博物館 - 角川武蔵野ミュージアム - 横浜美術館 - 和倉温泉お祭り会館 - MMoP／御代田写真美術館（仮称） - MOA美術館 - 琵琶湖疏水記念館 - 日和佐うみがめ博物館カレッタ - 軍艦島デジタルミュージアム |  | 地域計画 - 十日町市博物館、越後妻有交流館キナーレ、まつだい雪国農耕文化村センター、越後松之山「森の学校」キョロロ、十日町市清津峡渓谷歩道トンネル - 飛鳥宮跡、飛鳥京跡苑池、飛鳥水落遺跡、酒船石遺跡、石舞台古墳、牽牛子塚古墳、中尾山古墳、キトラ古墳、高松塚古墳 - 徳島県立博物館、徳島県立阿波十郎兵屋敷、阿波おどり会館、藍住町歴史館藍の館、徳島県立大鳴門橋架橋記念館（渦の道） - 北九州市立自然史・歴史博物館、北九州市立新科学館（仮称） |

### 第3次
2021年5月認定

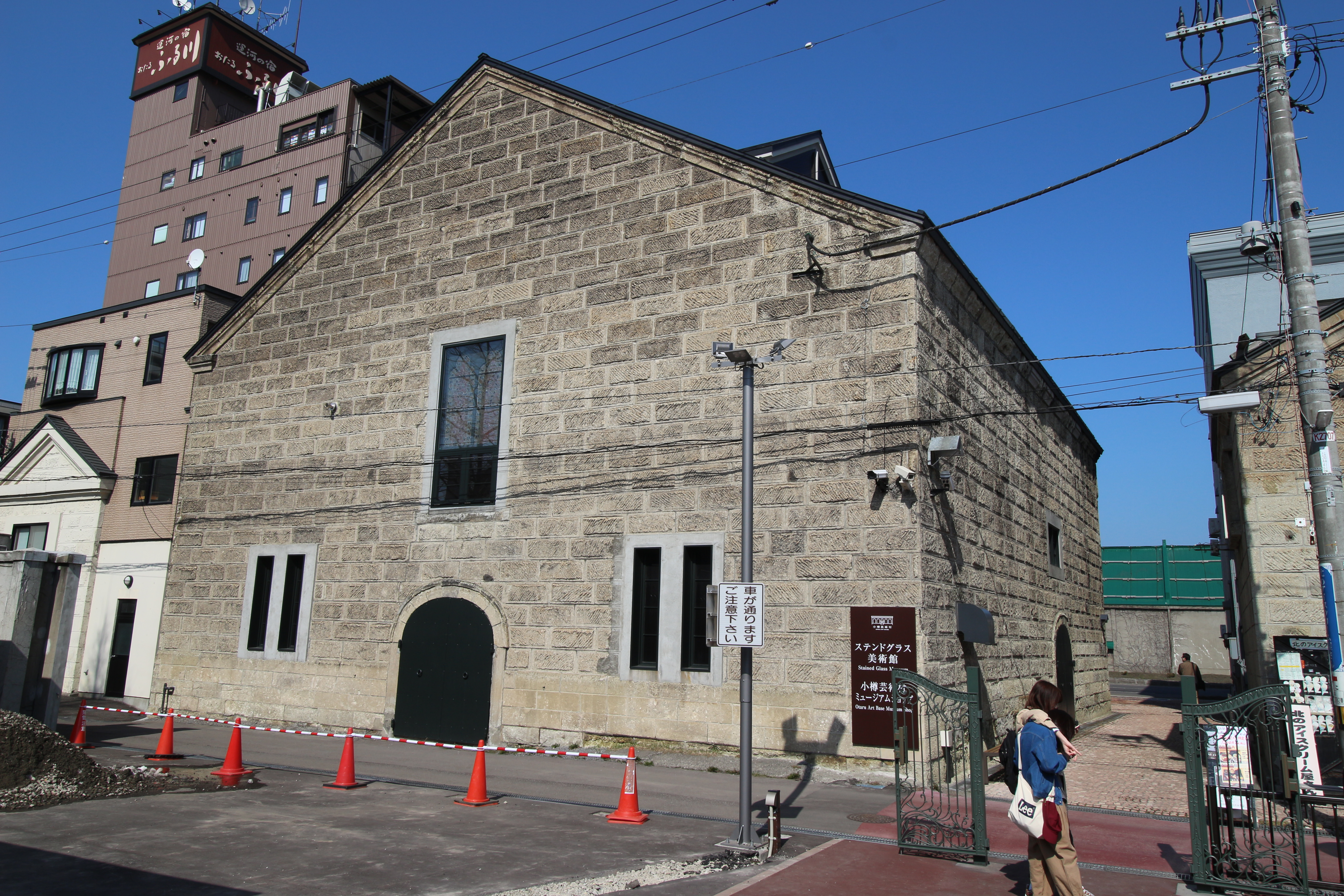
小樽芸術村
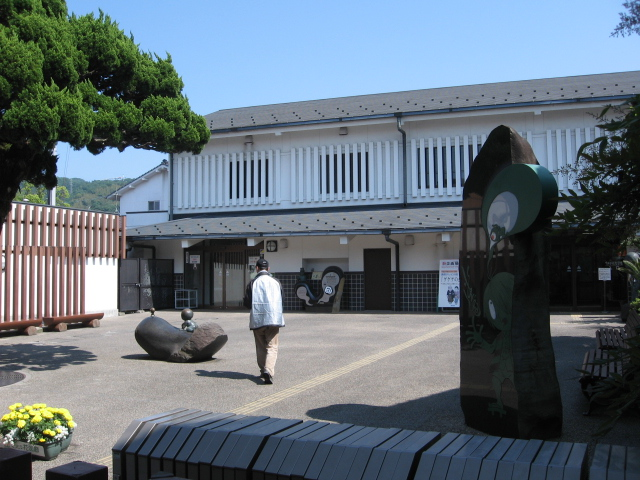
水木しげる記念館
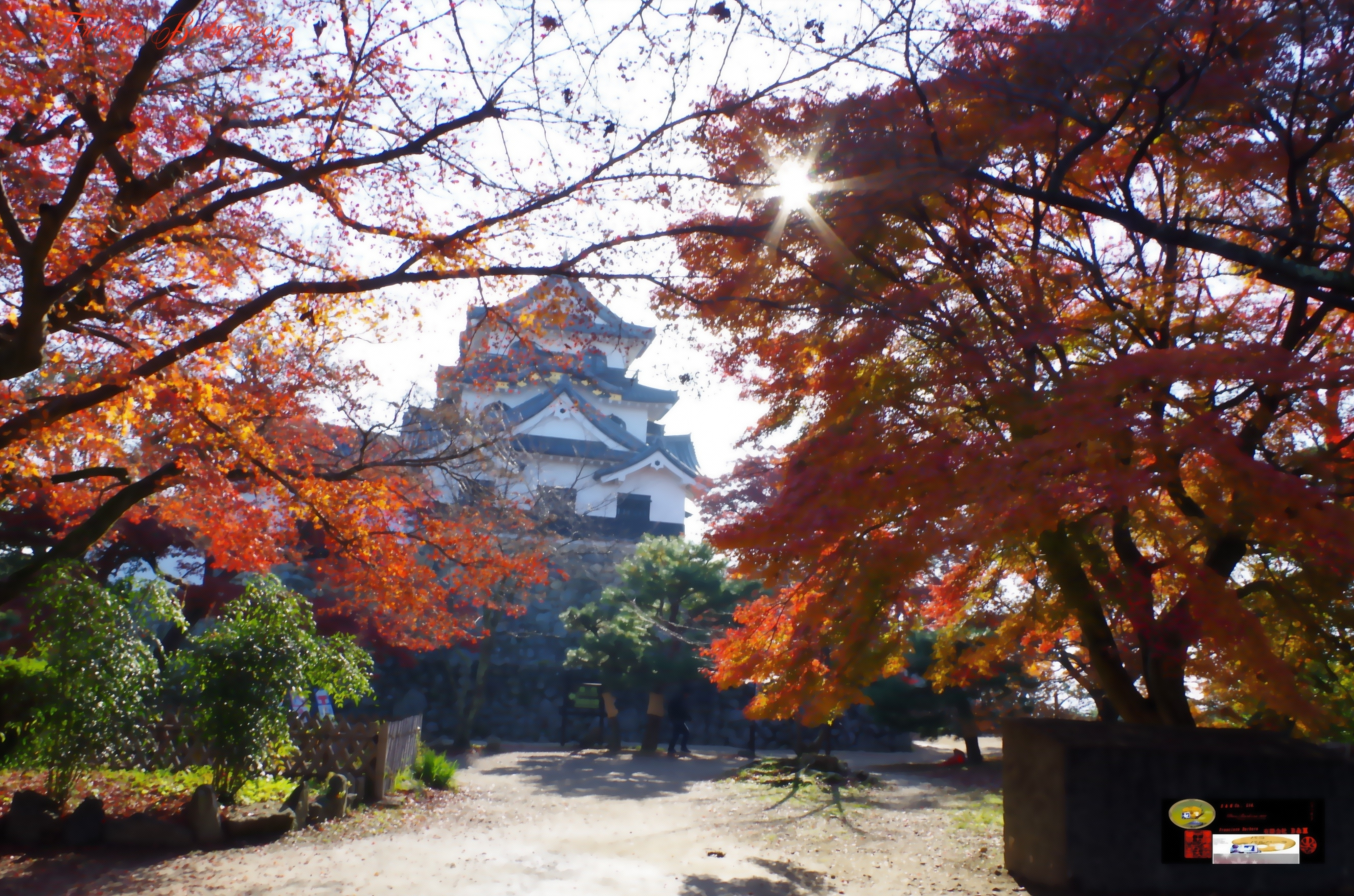
彦根城
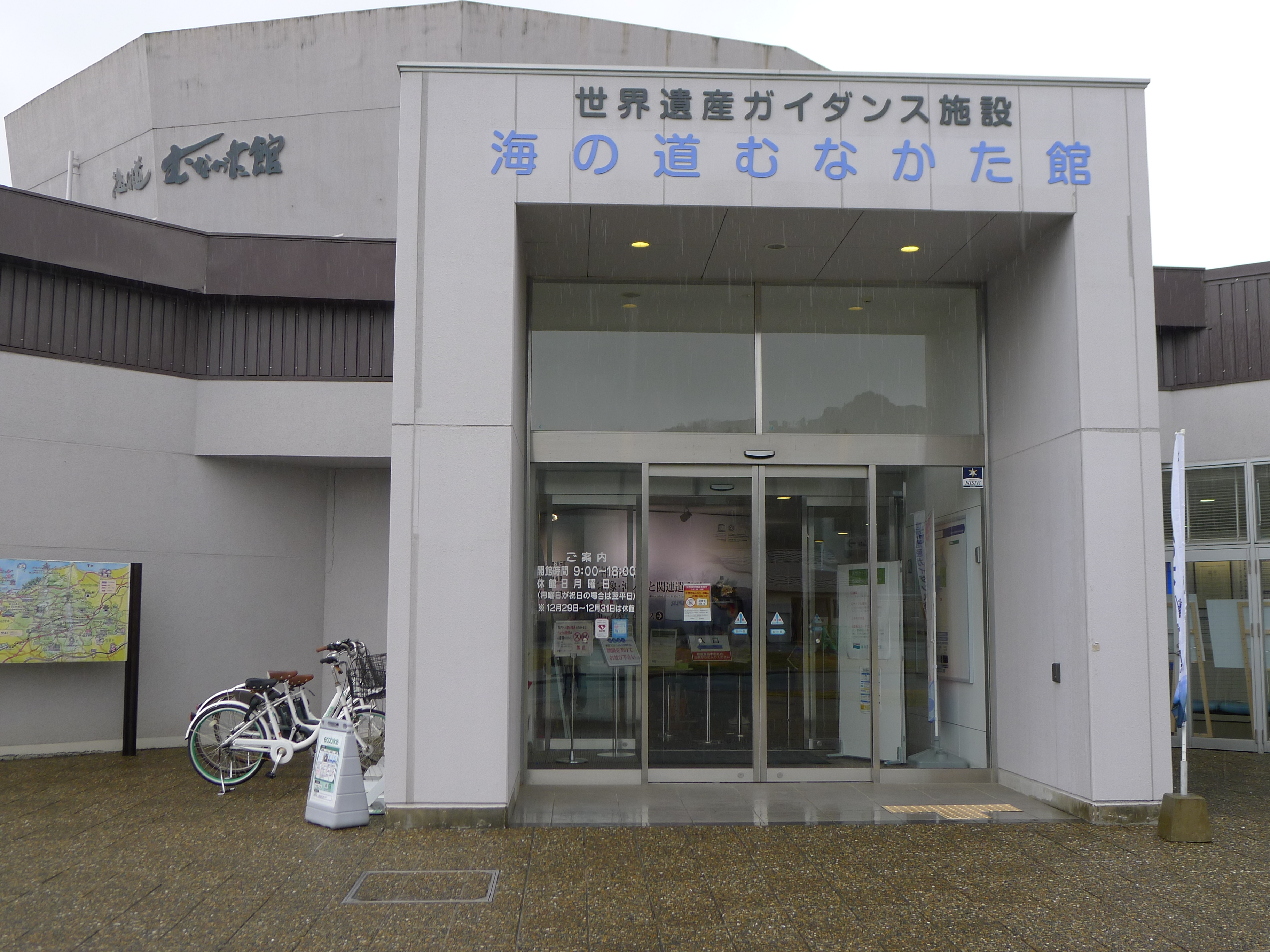
道の駅むなかた館

| 拠点計画 - 小樽芸術村 - 横浜開港資料館 - 長野県立美術館 - 大阪中之島美術館 - 姫路市立美術館 - 総本山金剛峯寺 - 水木しげる記念館 - 備前おさふね刀剣の里 - 大分県立美術館 |  | 地域計画 - 石川県立美術館、石川県立歴史博物館、金沢21世紀美術館、金沢能楽美術館、国立工芸館 - 彦根城、彦根城博物館 - 長浜城歴史博物館、長浜市曳山博物館、長浜鉄道スクエア - 城崎国際アートセンター - 道の駅むなかた館、福津市複合文化センター歴史資料館、宗像大社神宝館 - 長崎歴史文化博物館、大浦天主堂キリシタン博物館、平戸市生月町博物館、島の館、五島観光歴史資料館、有馬キリシタン遺産記念館、長崎県美術館 |

### 第4次
2021年11月認定
| 拠点計画 - 滋賀県立美術館文化観光拠点計画 |  | 地域計画 なし |